# Спутники Хаумеа

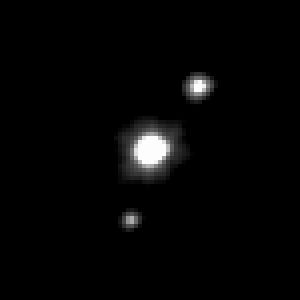
Хаумеа и её спутники

У карликовой планеты Хаумеа имеется два спутника — Хииака и Намака (названия происходят от божеств гавайской мифологии). Спутники были обнаружены в 2005 году во время наблюдений Хаумеа в обсерватории Кека.
У спутников Хаумеа есть несколько необычных свойств. Считается, что они являются частью семейства Хаумеа (семейство транснептуновых объектов), которое сформировалось миллиарды лет назад из ледяных осколков после того, как большое столкновение разрушило ледяную мантию Хаумеа. На Хииаке, более крупном и более удалённом спутнике, определено большое количество чистого водяного льда на его поверхности — особенность, нечастая среди объектов пояса Койпера. У Намаки, приблизительно в десять раз меньшей по размеру, орбита с удивительной динамикой: она имеет необычный эксцентриситет и, вероятно, находится под большим влиянием другого спутника.

## Открытие и наименование
Спутники были обнаружены в 2005 году командой Калифорнийского технологического института вокруг Хаумеа (которая американской командой в то время неофициально именовалась K40506A и имела прозвище «Санта») посредством наблюдений в обсерватории имени Кека на острове Гавайи. Дальний и больший из этих двух спутников был обнаружен 26 января 2005 года и после 29 июля 2005 года (когда Хаумеа получила предварительное наименование 2003 EL61) был официально обозначен «S/2005 (2003 EL61) 1» (в команде Калтеха у него было прозвище «Rudolph»). Меньший, более близкий спутник Хаумеа был обнаружен 30 июня 2005 года, после 29 июля 2005 года официально обозначен «S/2005 (2003 EL61) 2» (прозвище «Blitzen»). 7 сентября 2006 года оба спутника были признаны и пронумерованы в официальном каталоге малых планет как (136108) 2003 EL61 I и II соответственно.
Международный астрономический союз 17 сентября 2008 года объявил имена этих спутников, вместе с именем 2003 EL61: (136108) Хаумеа I Хииака и (136108) Хаумеа II Намака. Каждый спутник был назван именем дочери Хаумеа, гавайской богини изобилия и деторождения. Хииака — богиня танца и патронесса Большого острова Гавайев, на котором расположен комплекс обсерваторий Мауна-Кеа. Намака — богиня воды и моря; она охладила лаву своей сестры Пеле, которая текла в море, превратив её в новый остров.
По легенде, многие дети Хаумеа возникли из различных частей её тела. Карликовая планета Хаумеа, вероятно, почти полностью каменная, с поверхностным слоем льда; большая часть исходной ледяной мантии, как думают, была оторвана во время столкновения, что послужило причиной текущей высокой скорости вращения Хаумеа, и этот материал сформировал маленькие объекты семейства Хаумеа в поясе Койпера. Вероятно наличие большого количества спутников, меньших, чем Намака, но не обнаруживаемых на текущем уровне оборудования.

## Характеристики
Хииака — внешний, диаметром около 310 км, больший и ярчайший из двух спутников. Орбита Хииаки почти круговая с периодом обращения 49 дней. Наблюдаемое сильное поглощение в инфракрасном спектре (1,5 и 2 микрометра), согласуется с почти чистым кристаллизованным водяным льдом, покрывающим большую часть его поверхности. Необычный спектр, и его подобие спектральным линиям в спектре Хаумеа, позволили Майклу Брауну и его коллегам сделать вывод о маловероятности того, что спутниковая система была сформирована гравитационным захватом объектов пояса Койпера, проходивших по орбите около карликовой планеты, и высокой вероятности того, что спутники образовались из фрагментов непосредственно Хаумеа.
Размер обоих спутников рассчитан исходя из предположения, что у них такое же альбедо, как и у Хаумеа. Для карликовой планеты альбедо было измерено космическим телескопом «Спитцер», но для спутников оно не может быть измерено непосредственно, поскольку они слишком маленькие и близкие к Хаумеа, чтобы наблюдаться независимо. Основываясь на этом альбедо, диаметр внутреннего спутника, Намаки, приблизительно 170 км.
Масса Намаки составляет десятую часть массы Хииаки. Орбита эллиптическая с периодом обращения вокруг Хаумеа 18 дней. Наклонение 13° (по состоянию на 2008 год) от большего спутника, который имеет сильное влияние на орбиту. Так как столкновение, которое создало спутники Хаумеа, как предполагают, произошло в ранней истории Солнечной системы, за следующие миллиарды лет орбита должно постепенно перейти в более круглую орбиту. Текущие исследования наводят на мысль, что орбита Намаки возмущена орбитальным резонансом с более массивной Хииакой. Оба спутника постепенно удаляются от Хаумеа на своих орбитах из-за приливного ускорения. Спутники, возможно, входили и затем выходили из орбитального резонанса несколько раз; в настоящий момент они находятся или по крайней мере близки к резонансу 8:3. Этот резонанс интенсивно влияет на орбиту Намаки, у которой текущая прецессия составляет ~20°.
Спутники Хаумеа слишком тусклые, чтобы их можно было наблюдать в телескопы с апертурой меньше двух метров, хотя у самой Хаумеа звёздная величина 17,5m, что делает её третьим по яркости объектом пояса Койпера после Плутона и Макемаке, и легко заметной в большой любительский телескоп.
В настоящее время[когда?] орбиты спутников Хаумеа наблюдаются с Земли почти точно в позиции, когда они потенциально проходят по диску Хаумеа. Наблюдение за такими прохождениями предоставило бы точную информацию о размере и форме Хаумеа и его спутников, как это случилось в конце 1980-х годов с Плутоном и Хароном. Для обнаружения крошечных изменений яркости системы во время этих прохождений потребуется по крайней мере профессиональный телескоп средней апертуры. Хииака последний раз проходила Хаумеа в 1999 году, за несколько лет до открытия, следующее прохождение должно произойти приблизительно через 130 лет. Однако в ситуации, уникальной для регулярных спутников, большое закручивание орбиты Намаки Хаумеа сохранит угол рассмотрения транзитов Намака — Хаумеа в течение нескольких лет.
| # | Наименование | Наименование | Средний диаметр, км | Масса, 1021 кг                    | Большая полуось, км | Период обращения, сутки | Эксцентриситет  | Наклонение       | Дата открытия  |
| - | ------------ | ------------ | ------------------- | --------------------------------- | ------------------- | ----------------------- | --------------- | ---------------- | -------------- |
| 1 | Хаумеа II    | Намака       | 170                 | 0,00179 ± 0,00148 (0,05 % Хаумеа) | 25 657 ± 91         | 18,2783 ± 0,0076        | 0,249 ± 0,015   | 113,013 ± 0,075  | 30 июня 2005   |
| 2 | Хаумеа I     | Хииака       | 369 ± 23            | 0,0179 ± 0,00011 (0,45 % Хаумеа)  | 49 880 ± 198        | 49,12 ± 0,03            | 0,0513 ± 0,0078 | 126,356 ± 0,064° | 26 января 2005 |